# St. Johannes Baptist (Altenstadt bei Vohenstrauß)

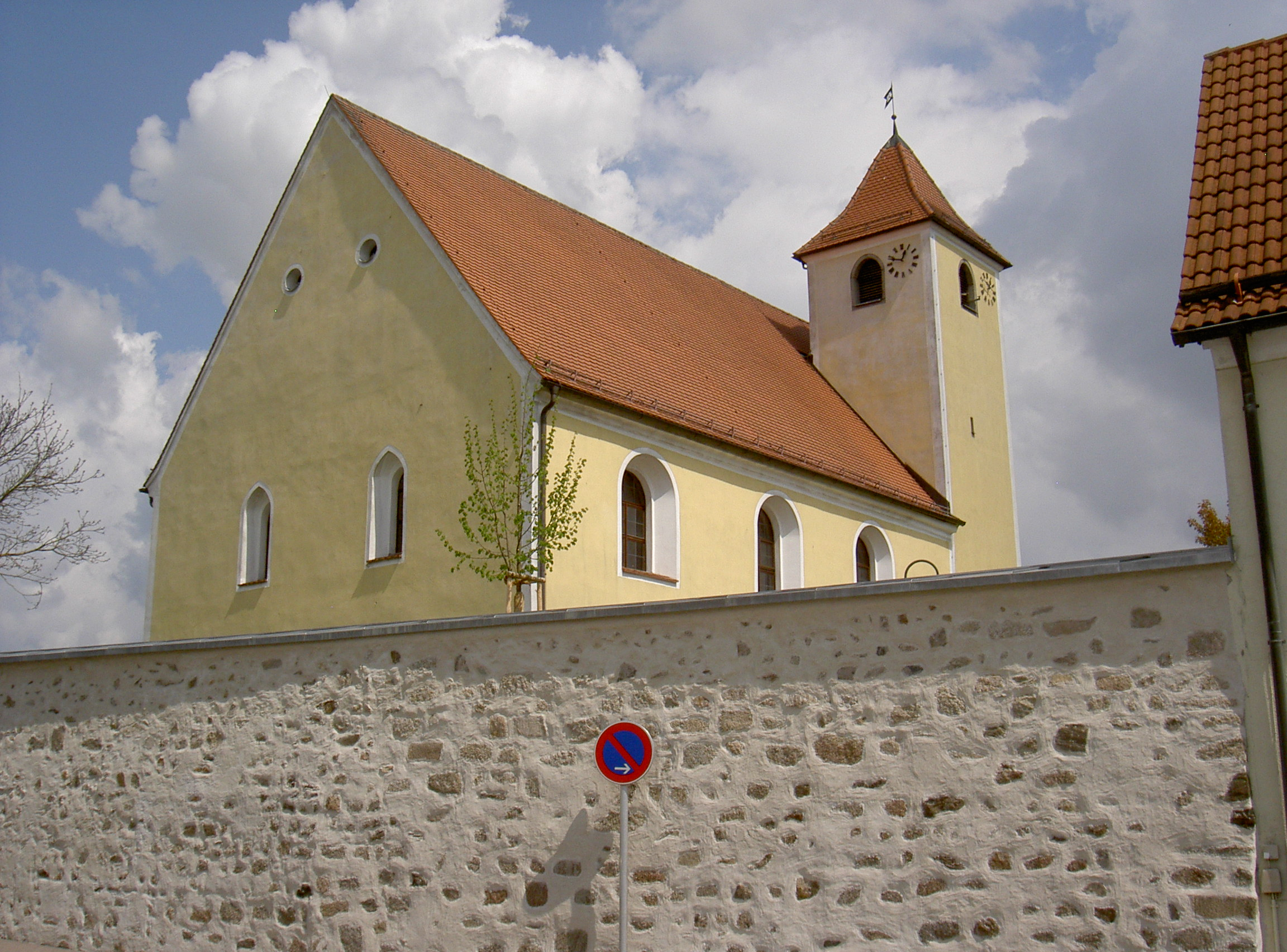
Simultankirche St. Johannes Baptist in Altenstadt bei Vohenstrauß

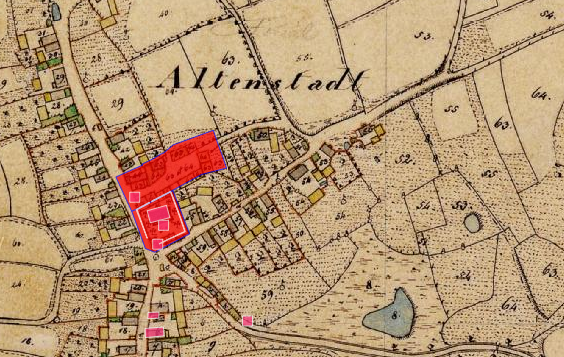
Lageplan der Simultankirche St. Johannes Baptist und von Schloss Altenstadt bei Vohenstrauß auf dem Urkataster von Bayern

St. Johannes Baptist ist eine Simultankirche in Altenstadt bei Vohenstrauß, Stadtteil der Oberpfälzer Stadt Vohenstrauß. Der katholische Teil der Kirche gehört zur Pfarreiengemeinschaft Vohenstrauß und Böhmischbruck, der evangelische zur Evangelisch-Lutherischen Kirchengemeinde Vohenstrauß. Die Anlage ist unter der Aktennummer D-3-74-162-36 als denkmalgeschütztes Baudenkmal von Altenstadt verzeichnet. Ebenso wird sie als Bodendenkmal unter der Aktennummer D-3-6339-0035 im Bayernatlas als „archäologische Befunde des Mittelalters und der frühen Neuzeit im Bereich der Simultankirche St. Johannes Baptist in Altenstadt b. Vohenstrauß, darunter die Spuren von Vorgängerbauten bzw. älterer Bauphasen“ geführt.

## Geschichte
Die Kirche von „Vohendreze“ wurde 1124 durch den Bischof Otto von Bamberg zusammen mit der Kirche St. Margareta  von Leuchtenberg auf seiner ersten Missionsreise nach Pommern geweiht; die Wetterfahne am Turm zeigt heute noch diese Jahreszahl. Die Kirche wurde anfangs als Wehrkirche errichtet. Die Gegend blieb auch von der Lehre des Johann Hus nicht unberührt. Der geborene Vohenstraußer Priester Ulrich Grünleder wurde am 31. März 1421 vom Regensburger Bischof Albert III. feierlich degradiert, weil er die Schriften des Johannes Hus ins Deutsche übersetzt und unter das Volk gebracht hatte. Er wurde daraufhin der weltlichen Gerichtsbarkeit übergeben und als Ketzer verbrannt.
Der Pfarrer von Vohenstrauß lebte traditionell in Altenstadt. Der erste nachweisbare Pfarrer hieß Georg Erkenbrecht († 1497). Johann Poletus († 1537) war der letzte katholische Pfarrer, der von Altenstadt aus die Pfarrei versorgte. Der Frühmesser Johann Schmidthenner und der Kaplan Thomas Schieder wohnten in Vohenstrauß. Durch die Reformation zerbrach die Großpfarrei und Altenstadt und Vohenstrauß erhielten eigene Pfarrer.
Die Kirche war ursprünglich dem Heiligen Aegidius geweiht. In der zweien Hälfte des 17. Jahrhunderts wurde das Patrozinium auf Johannes den Täufer geändert. Nach dem Beginn der Reformationszeit wurden ab 1542 evangelische Gottesdienste abgehalten. Damals erfolgte auch die Abtrennung von der Pfarrei Vohenstrauß, bei Altenstadt blieb nur die Filialkirche von Waldau in der Burg Waldau. 1627 wurde die Kirche im Zuge der Gegenreformation wieder katholisch, und nach Ende des Dreißigjährigen Krieges 1649 wieder evangelisch. Am 15. März 1654 wurde unter Pfalzgraf Christian August von Sulzbach in Altenstadt das Simultaneum eingeführt, was die Auflösung der Pfarrei Altenstadt zur Folge hatte. Seit dieser Zeit wird die Kirche von beiden Konfessionen gemeinsam und wechselweise genutzt. Für ein Simultaneum gilt das Motto in simultaneum nihil movetur (deutsch: Im Simultaneum wird nichts verändert). Trotzdem versuchte Mitte des 19. Jahrhunderts ein katholischer Geistlicher, in der Kirche zwei Beichtstühle aufzustellen. Diese wurden aber noch vor dem nächsten evangelischen Gottesdienst aus der Kirche geschafft und am Dorfplatz abgestellt.

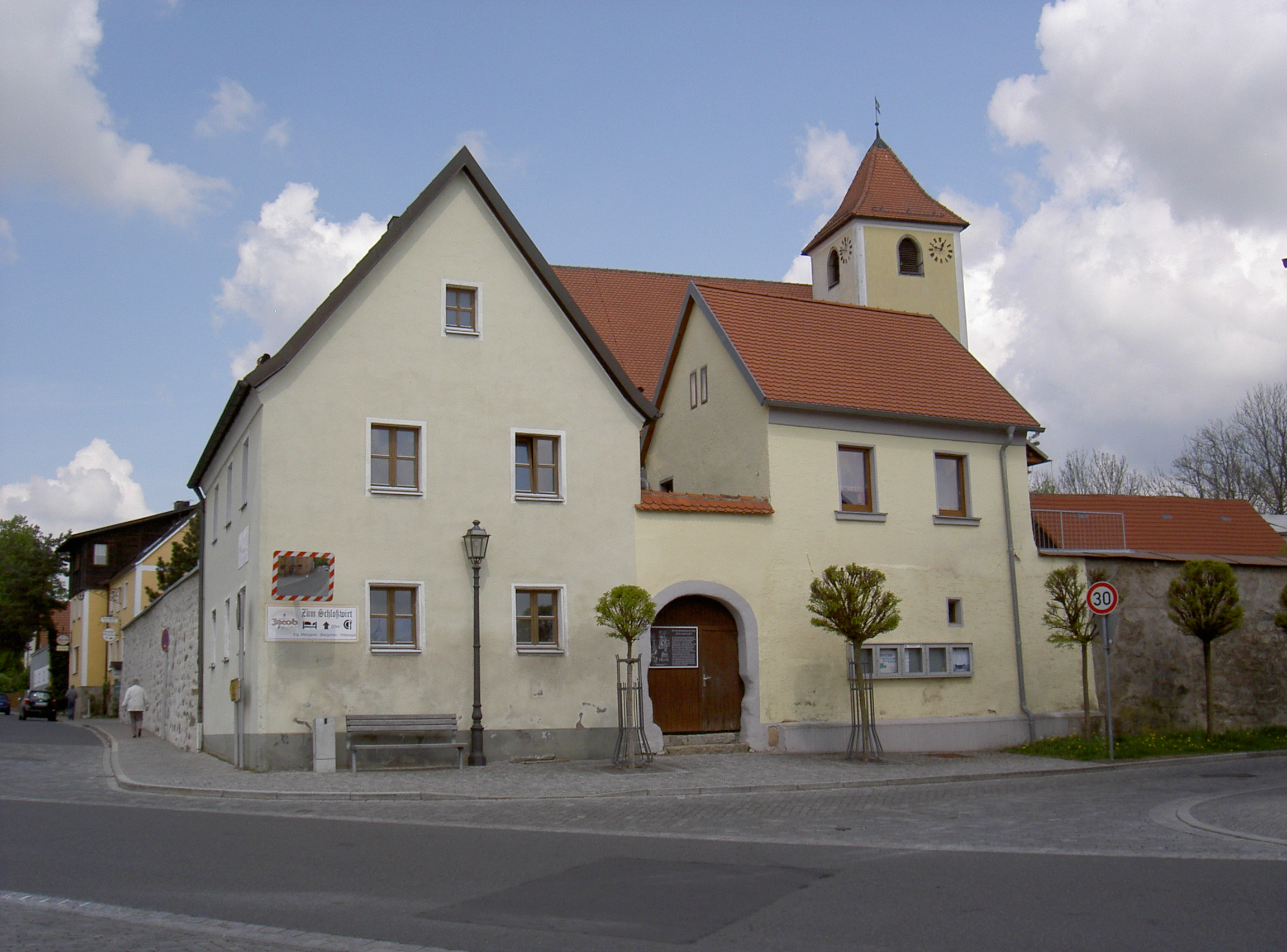
Torbogen zur Kirchenstiege von Altenstadt

## Kirchengebäude
Die Kirche besitzt einen eingezogener Chor mit einem südseitig gelegenen Turm. Der Großteil der Bausubstanz ist romanischen Ursprungs; es sind dies die Südwand bis zum Turm, die Nordwand bis zum Altarraum sowie Teile im Turm. Obwohl die Kirche fünfmal umgebaut wurde, sind diese Bestände immer noch erkennbar, und zwar an den kleinformatigen Granitquadern sowie an den geraden, monolithischen Stürzen der Zugänge. Eventuell stand hier ursprünglich eine dreischiffige, fünfjochige Hallenkirche mit halbrunder Apsis und zwei Türmen über den östlichen Jochen der Seitenschiffe sowie einer Westempore. Auf die Osttürme weisen die Wandpfeiler und Freipfeiler im östlichen Joch des nördlichen Seitenschiffes hin. Der jetzige Südturm wurde 1613 aus romanischen Quadern wieder errichtet. Ein Hinweis auf eine ehemalige dreischiffige Hallenkirche ist auch in der Weite der Kirche (mehr als zehn Metern) und den ca. 6,5 m hohen Außenwänden  zu sehen. Eine Westempore lässt sich durch Wandpfeiler an der Nord- und Südwand nachweisen.
Ein größerer Umbau erfolgte in der 1. Hälfte des 15. Jahrhunderts. Fundamentfunde lassen einen zweijochigen, polygonalen Chor erkennen. Die Arkaden der östlichen Seitenschiffjoche wurden abgemauert, eine Sakristei eingebaut, spitzbogige Fenster geschaffen und Wandmalereien angebracht.
Anfang des 17. Jahrhunderts wurden nach einem Blitzschlag größere Umbauten vollzogen, 1612 brach man den Westgiebel ab und dieser wurde 1613 gänzlich neu errichtet, die Kirche wurde in einen Predigtsaal umgestaltet. Auch der Turm an der Südostwand wurde wieder aufgebaut. Die romanischen Pfeiler und die Westempore wurden abgebrochen und Rundfenster, die jetzigen Emporen und die Holzdecke eingebaut. Seit dieser Zeit hat sich das Äußere der Kirche kaum mehr verändert.
Die frühere Wehrmauer und der alte Torbogen zu der Kirchenstiege sind teilweise noch erhalten. Die Nordseite des Kirchhofes schützte dabei das Gebäude des ehemaligen Landsassengutes, das sich an der Mauer entlangzog und von dem aus ein Übergang zu einer heute nicht mehr vorhandenen Herrschaftsempore in der Kirche führte. An der Südseite des Kirchhofes bilden das ehemalige Schulhaus, das Tor und das anschließende ehemalige Beinhaus mit der dahinter liegenden Kirche ein geschlossenes Ensemble. Früher lag um die Kirche ein Friedhof; in der heutigen Kirchenmauer befinden sich Grabsteine aus dem 19. Jahrhundert. Der Friedhof wurde bis in die 1920er Jahre genutzt und 1925 entwidmet. 1922 hat die Gemeinde Altenstadt einen neuen Friedhof angelegt.
1990 wurde die Kirche renoviert, Bauleiter war der Architekt Peter Bantelmann.

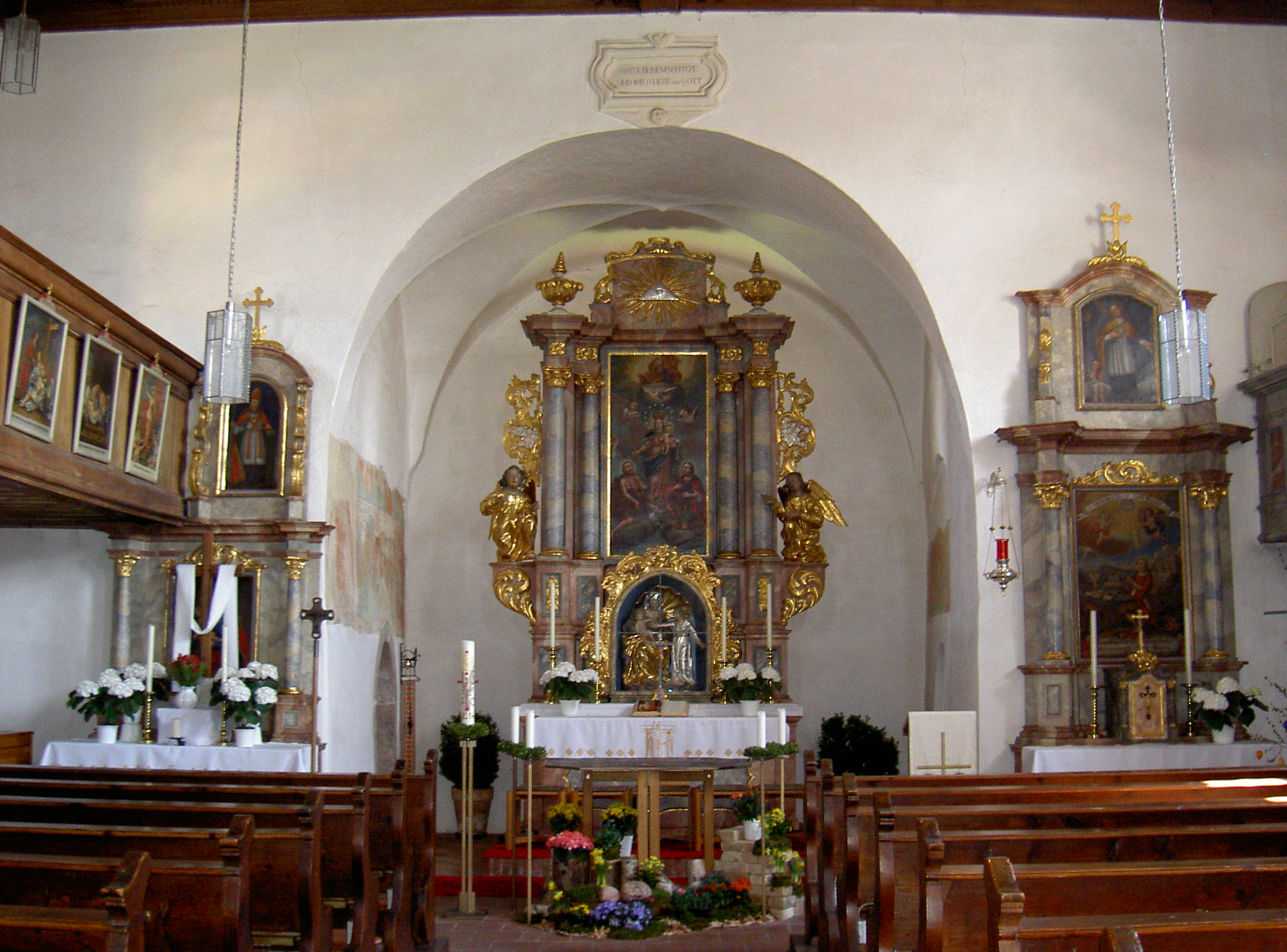
Haupt- und Nebenaltäre in der Kirche Johann Baptist in Altenstadt

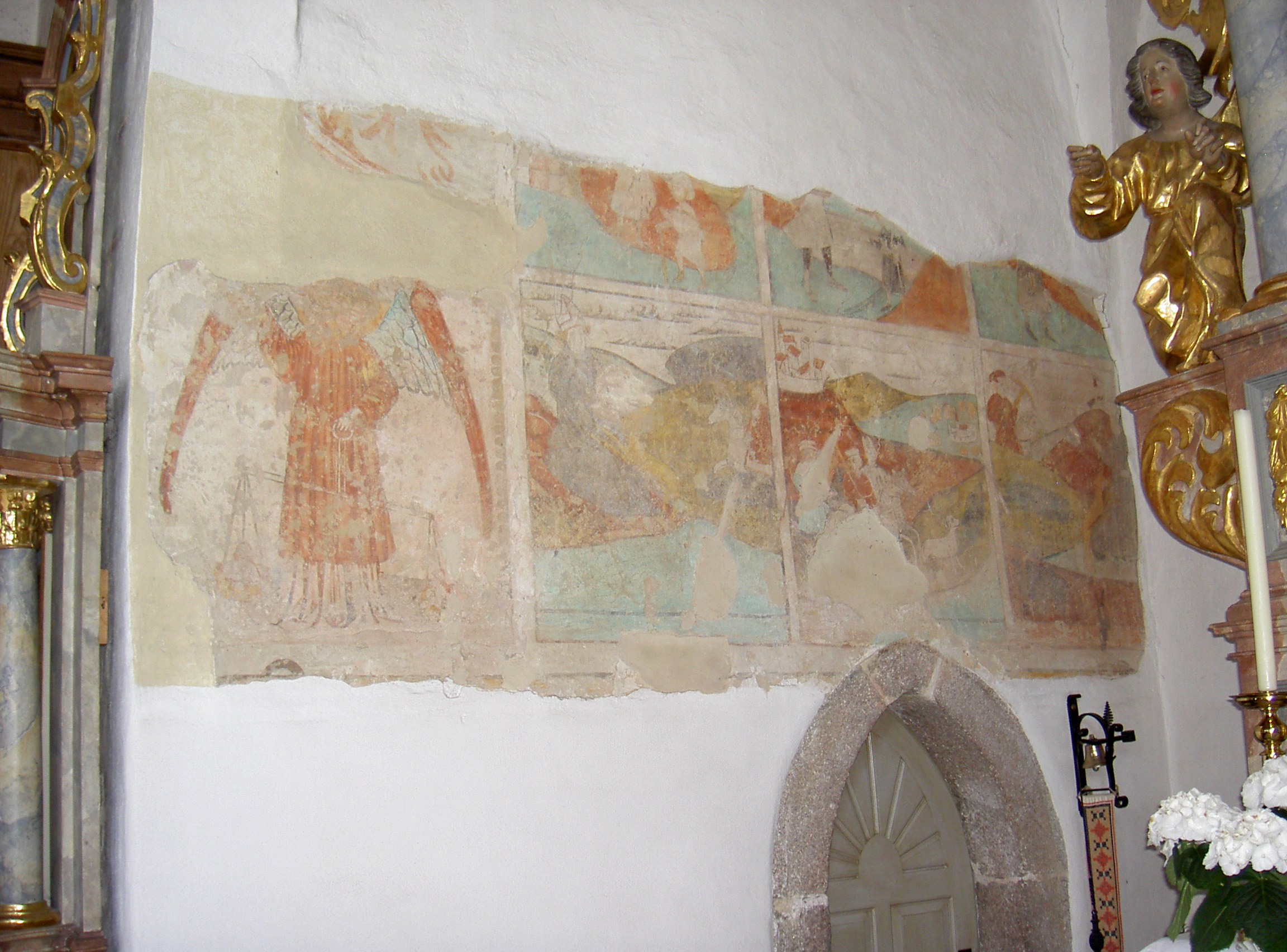
Gotische Wandmalereien über dem Eingang zur Sakristei

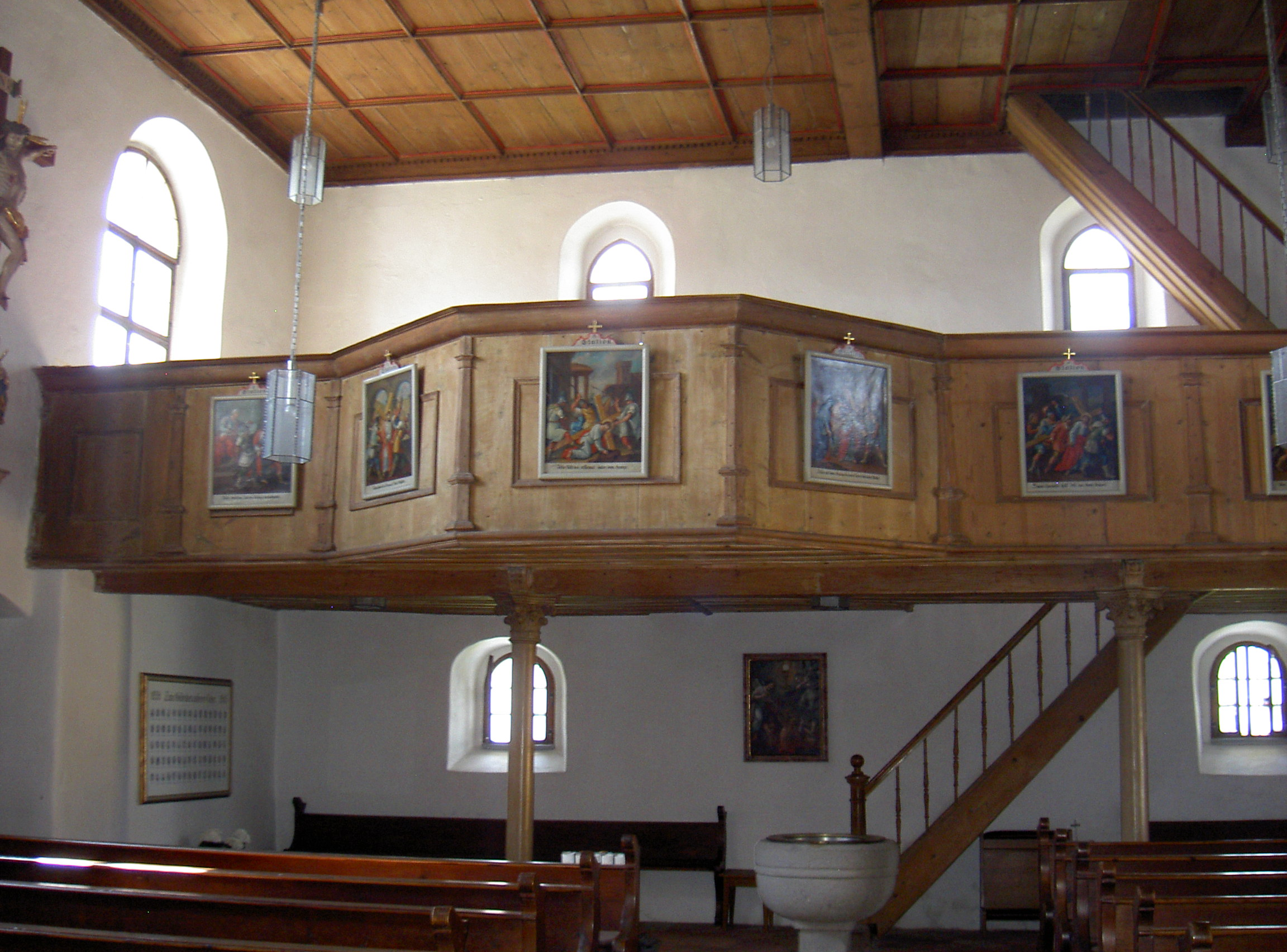
Orgelempore in der Kirche Johann Baptist in Altenstadt

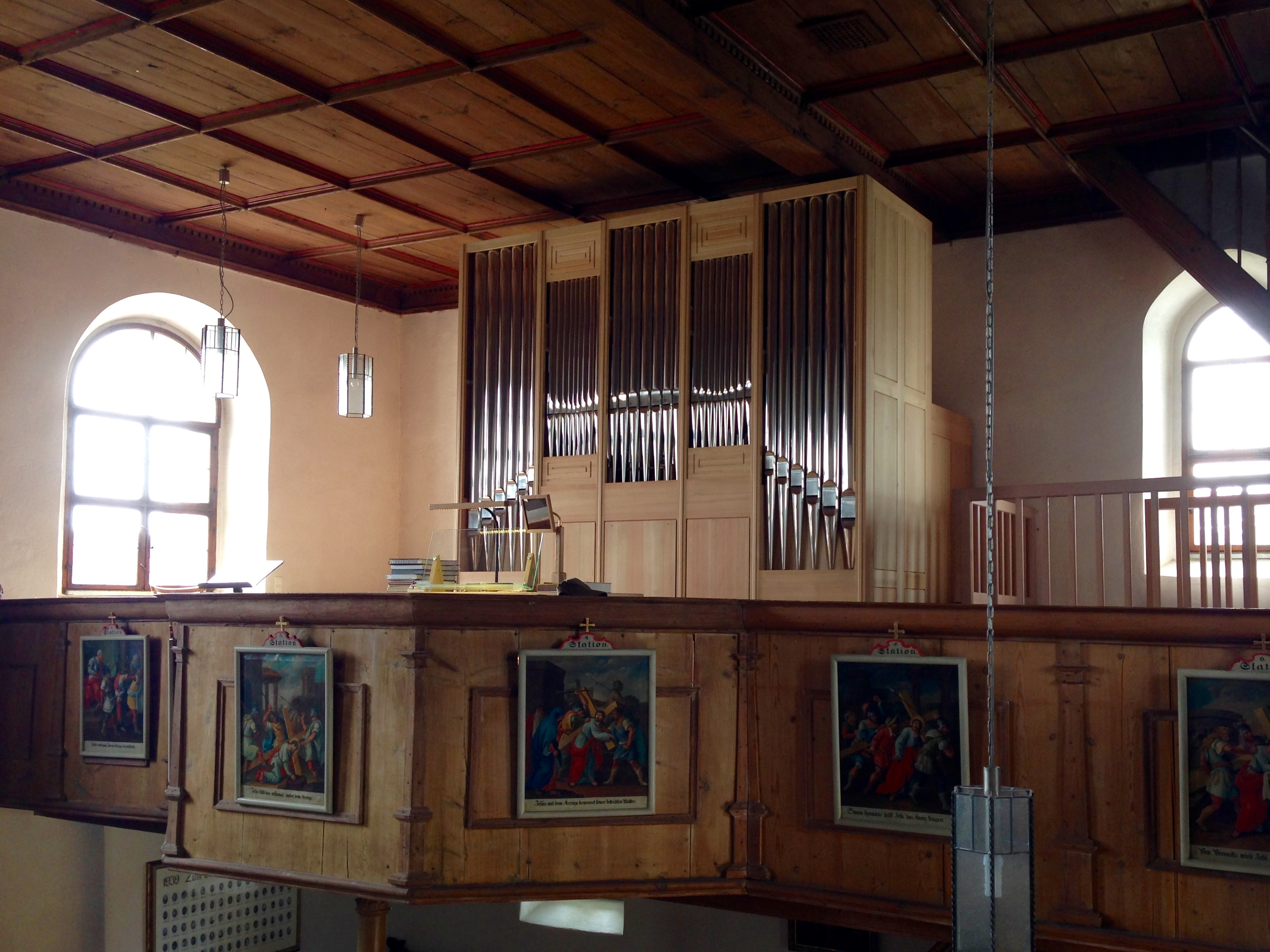
Orgel

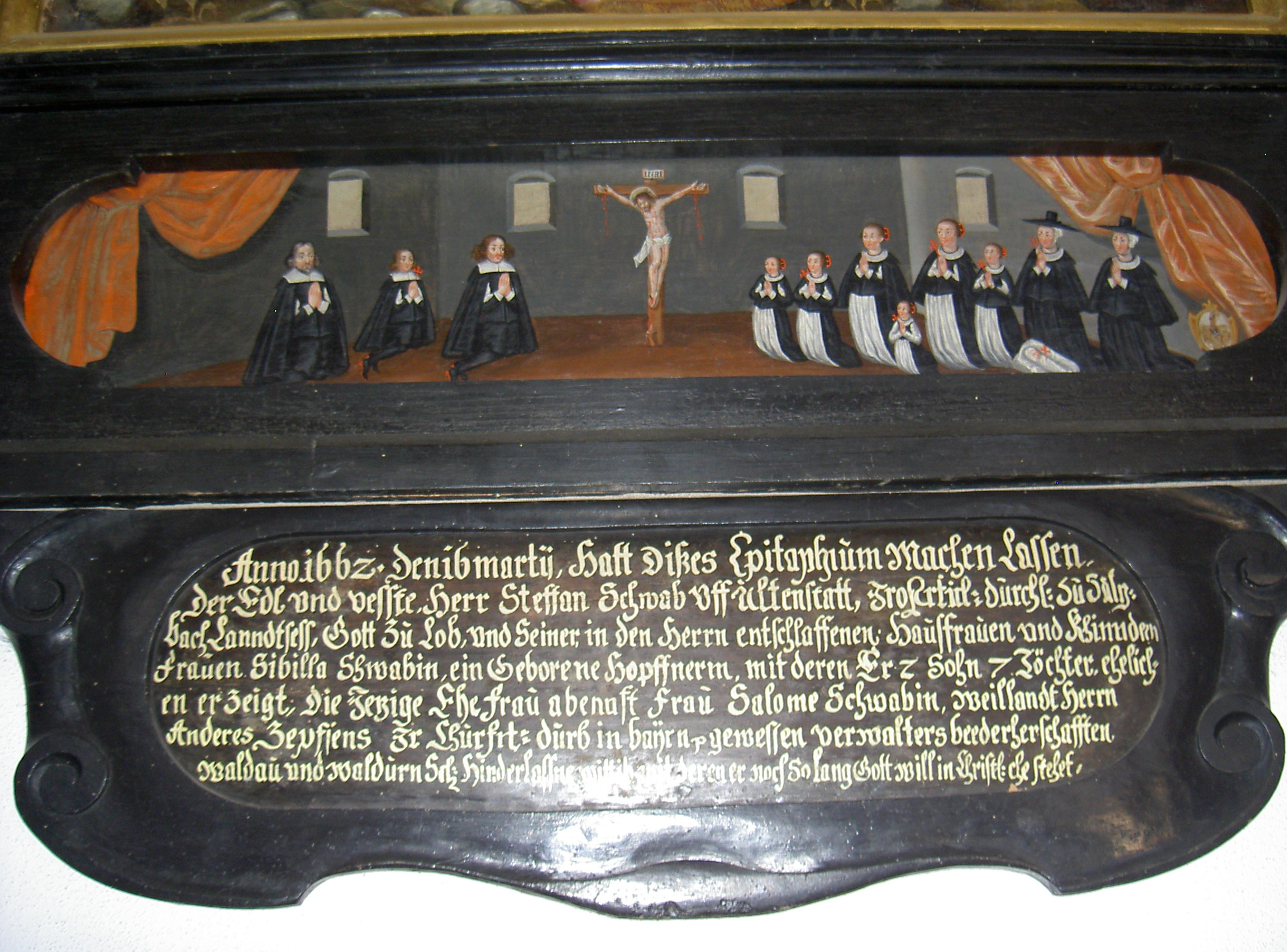
Epitaph des Stefan Schwab auf Altenstadt

## Innengestaltung
Im 18. Jahrhundert wurde der Kirchenraum im barocken Stil neu eingerichtet.
Die im 16. Jahrhundert überputzten Wandmalereien wurden 1962 im Bereich der Chornordwand und in den Jahren 1989 bis 1996 an der Chorsüdwand und der Langhausost- und Langhausnordwand teilweise freigelegt. Die ursprünglich den ganzen Chorraum ausschmückenden Wandmalereien enthalten Szenen aus der Legende des ersten Kirchenpatrons, des heiligen Agidius. Das mittlere Bild dieses Zyklus zeigt im Hintergrund die Leuchtenberger Burg und Altenstadt mit Kirche und Wehrfriedhof. Es sind dies die frühesten konkret erkennbaren Ortsansichten im Raum Vohenstrauß.
Der Hochaltar auf einer gotischen Altarplatte aus Granit stammt von 1752; Einzelteile (z. B. die Säulen) kamen aus einem Seitenaltar der Vohenstraußer Pfarrkirche. Der heutige Hochaltar ersetzte einen anderen, der Anfang des 18. Jahrhunderts aus der Weidener St. Sebastianskirche nach Altenstadt gebracht worden war. Da sich damals der evangelische Pfarrer Caselmann aus Sparsamkeit weigerte, den Altar zu bezuschussen, ging der Altaraufbau an die Katholiken über. Entsprechend ist das Bildprogramm katholisch: die Heiligen Sebastian und Johannes der Täufer knien vor der Heiligen Dreifaltigkeit, unter der Maria auf der Mondsichel erscheint. In dem Glaskasten darunter ist die heilige Anna dargestellt, die Landespatronin des damaligen Fürstentums Pfalz-Sulzbach.
Der linke Seitenaltar enthält eine Nachbildung des Mariahilfbildes von Lucas Cranach dem Älteren, dessen Original sich im  Innsbrucker Dom befindet. Der rechte Seitenaltar ist dem heiligen Wendelin gewidmet.
Das bedeutendste Kunstwerk in der Kirche ist das Holzepitaph an der Südwand des Langhauses, das 1662 der Altenstädter Landsasse Stephan Schwab zur Erinnerung an seine Familie anfertigen ließ. Es zeigt im Mittelteil die Steinigung des heiligen Stephanus, der Giebel darüber enthält ein Medaillonbild von Gott Vater. Im unteren Teil des Epitaphs ist der Stifter mit seinen beiden Ehefrauen Sibille, geb. Hopfner, und Salome, verwitwete Zepf, und den Kindern dargestellt.
An der linken Seite des Kirchenschiffes verläuft eine Empore. Die Decke im Langhaus ist mit Holzkassetten gestaltet. Viele Epitaphe der früheren Schlossherren lagen einst im Boden des Langhauses und wurden 1897 bzw. 1990 an der Nordwand des Kirchenschiffes aufgestellt.

## Orgel
Die erste Orgel stammte von 1929 und war der Umbau einer Schulübungsorgel, vermutlich aus der Lehrerbildungsanstalt in Weiden. Nach einem Gutachten des Domorganisten Eberhard Kraus von 1992 war dies ein minderwertiges Instrument (4/I/P).
1974 wurde eine Serienorgel (7/I/P) der Firma Walcker aus Ludwigsburg erworben, die zuvor in der Kirche von Ossenheim stand. 1993 führte die Firma Georg Jann aus Laberweinting eine Überarbeitung durch.
Seit 2014 steht der Gemeinde ein neu erbautes Werk der Firma Orgelbau Sandtner (10/II/P) zur Verfügung.